# ندرانجيتا
ندرانجيتا (بالإيطالية: 'Ndrangheta)‏ هي منظمة إجرامية في إيطاليا تتركز في كالابريا. على الرغم من عدم شهرتها خارج البلاد كما هو الحال مع كوزا نوسترا الصقلية، والنظر إليها كونها ريفية مقارنة بكامورا النابولية وساكرا كورونا يونيتا في بوليا، فإن ندرانجيتا تمكنت من أن تصبح منظمة الجريمة الأقوى في إيطاليا في أواخر التسعينات وأوائل القرن الحالي. تجمع ندرانجيتا أحياناً مع المافيا الصقلية لكنها تعمل بشكل مستقل رغم وجود تواصل بينهما نظراً للقرب الجغرافي بين كالابريا وصقلية.